# Mulelocha
Mulelocha là một chi bướm đêm thuộc họ Erebidae.